# QBU-201

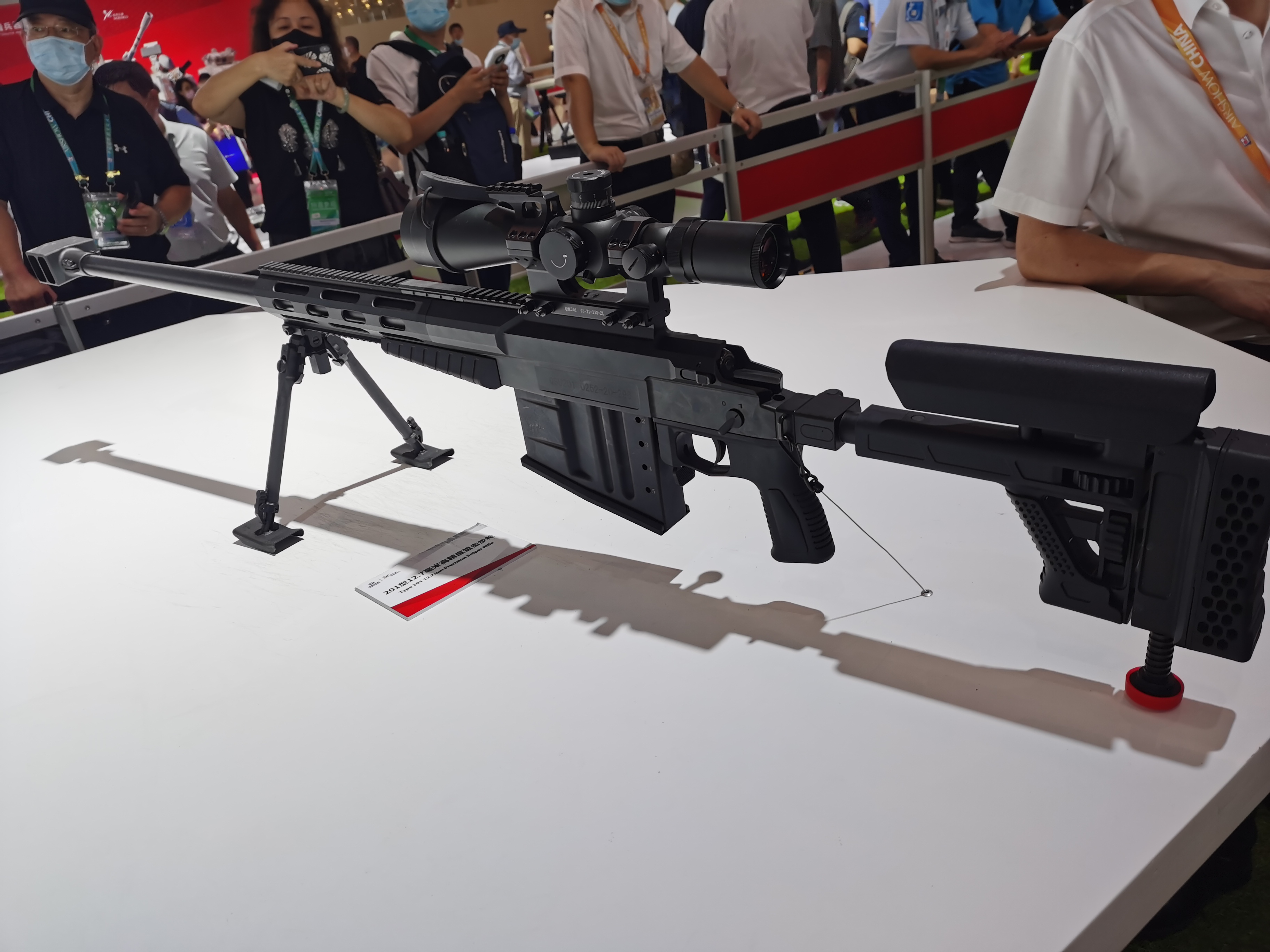
QBU-201 на Международной Выставке Авиации и Космонавтитки в городе Чжухай в 2021 году

QBU-201 — крупнокалиберная снайперская винтовка с продольно-скользящим поворотным затвором, разработанная и производимая китайской компанией Norinco. Использует улучшенные высокоточные патроны 12,7×108 мм. Винтовка имеет свободно колеблющийся ствол, планку Пикатинни, двухкамерный ДТК и плечевой приклад с выдвижным ограничителем отдачи.  

## Страны-эксплуатанты
- Китай: Сухопутные войска НОАК

## Смотрите также
- Accuracy International AW50
- AMR-2
- Barrett M95
- McMillan TAC-50
- PGM Hecate II
- WKW Wilk
- АСВК
- Застава М93